# Yamamoto Shūgorō

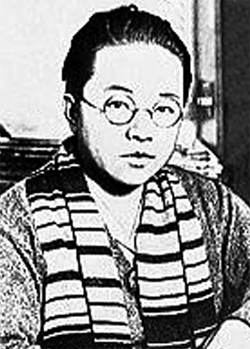
Yuriko Miyamoto (um 1930er Jahre)

Yamamoto Shūgorō (japanisch 山本 周五郎; * 22. Juni 1903 in der Präfektur Yamanashi; † 14. Februar 1967) war ein japanischer Schriftsteller.
Der Autor wurde als Shimizu Satomu (清水 三十六), wobei sein Vorname wörtlich 36 bedeutet, im Jahr Meiji 36 (1903) in der Präfektur Yamanashi geboren, besuchte aber die Grundschule in Yokohama. Danach arbeitete er bei einem Pfandleiher in Hibiki-chō, Ginza, Tokio, von dem er sein Pseudonym übernahm. Geprägt durch das Große Kantō-Erdbeben 1923 begann er mit dem Schreiben, wobei er 1926 mit Sumadera fukin (須磨寺附近) sein Debüt hatte. In seinen Werken beschrieb er stets das Leben „kleiner Leute“. Den Naoki-Preis von 1943 für sein erstes erfolgreiches Werk Nihon fudōki (日本婦道記) über das Leben von Samurai-Frauen lehnte er wie alle weiteren Literaturpreise ab, nur die Auszeichnung mit dem Mainichi-Kulturpreis 1959 für den Roman Mominoki wa nokotta (樅の木は残った) über die Date-Unruhen und der Neuinterpretation der Person des Harada Munesuke akzeptierte er. Weitere seiner Romane waren  Akahige shinryō tan (1958), Tenchi seidai (天地静大; 1959), Momi no ki wa nokkota (1958), Aobeka monogatari (青べか物語; 1960), Kisetsu no nai machi (季節のない街; 1962), Nagai saka (ながい坂; 1964) und Ogosoka na kawaki (おごそかな渇き; 1967); letzterer blieb unvollendet. Zu seinem Gedenken wurde 1988 der Yamamoto-Shūgorō-Preis gestiftet.
Seine Werke wurden in mehr als 30 Kinofilmen adaptiert, aber auch als Fernsehserien und Bühnenstücke.